# 虎姓
虎姓為中文姓氏之一，是少見的姓，回族也有人此姓。

## 軼事
雲南虎姓回族人，可能買賣皮貨衍生「與虎謀皮」負面感受，遂把姓氏虎音改讀為貓，又有一說是虎年與虎姓相沖，虎要改讀為貓。

## 分布
截至2011年1月，全臺灣虎姓者僅九十四人，其中台中市的回族虎姓家族佔二十多人，另外有兩戶位於花蓮、臺北，還有一名姓虎的原住民，可能是將自己原住民姓名翻譯而來。

## 名人
- 虎旗：漢代太守，《風俗通》：“合浦太守虎旗”。
- 虎秉：元代河內知縣，任職于現在的越南。
- 虎臣：明代成化末年入太學供職，直言敢諫。
- 虎大威：明代陝西榆林人，山西總兵官。
- 虎坤元：咸豐年間提督。
- 虎嵩山
- 虎美玲
- 虎艷芬

## 延伸阅读
[在维基数据编辑]
 《欽定古今圖書集成·明倫彙編·氏族典·虎姓部》，出自陈梦雷《古今圖書集成》